# Słowiki (Białoruś)
Słowiki (biał. Славікі; ros. Славики) – wieś na Białorusi, w obwodzie grodzieńskim, w rejonie wołkowyskim, w sielsowiecie Subacze, przy drodze republikańskiej P78.
W dwudziestoleciu międzywojennym leżały w Polsce, w województwie białostockim, w powiecie wołkowyskim, w gminie Tereszki.